# Laëtitia Madjene
 (février 2020).
Si vous disposez d'ouvrages ou d'articles de référence ou si vous connaissez des sites web de qualité traitant du thème abordé ici, merci de compléter l'article en donnant les références utiles à sa vérifiabilité et en les liant à la section « Notes et références ».
Laëtitia Madjene, née le 28 août 1986 à Saint-Étienne, est une combattante française pratiquant le K1, le kick boxing et le full-contact. Elle a été notamment championne du monde amateur WAKO Full Contact 2015, championne de France Pro K1 2016, et championne du Monde WKN (en) Pro K1 2018,,,.
A la fin de sa carrière, Laëtitia souhaite transmettre les valeurs que lui ont apprise la pratique sportive en transmettant son savoir et son expérience. Elle est aujourd'hui coach sportif. 
Depuis Septembre 2021, elle anime également des chroniques sur le sport santé dans l'émission "Vous êtes formidables" sur France 3 Occitanie